# История Астаны
Астана — столица Казахстана. Посёлок был основан как резиденция округа Российской империи в 1830 году и назван Акмолы, в 1832 году посёлок получил статус города, а название было изменено на Акмолинск. Во время восстаний 1838 года, Акмолинск был разрушен, восстановлен российскими властями, разрастался в течение XIX века.
Во время Великой Отечественной войны 1941-1945 годов, Акмолинск был важным транспортным узлом эвакуации советских заводов из Белорусской ССР, Украинской ССР, Прибалтийскийх республик СССР. После поражения фашистской Германии, поволжские немцы, проживающие в других регионах СССР, были переселены в Акмолинск, в ходе внутренней депортации в СССР. Во время руководства Советским Союзом Никиты Хрущёва, Акмолинск стал центром Всесоюзного комсомольского движения по освоению целины. В данный регион СССР прибыло большое количество комсомольских работников и коммунистов из всех регионов СССР для освоения пахотных целинных земель и увеличения количества добычи зерновых культур для нужд Советского Союза. В этот период город был переименован в Целиноград.
После распада Советского Союза и обретения Казахстаном независимости название города было изменено на историческое Акмола, что означает «белая могила». В 1997 году Акмола стала столицей Казахстана, а в 1998 году город был переименован в Астану («столица»). С 2019 по 2022 год город назывался Нур-Султан в честь Нурсултана Назарбаева, первого президента страны.

## Древний мир
На территории Астаны были найдены могильники Древнего мира, относящиеся к бронзовому веку. Могильник, относящийся к раннему железному веку, расположен в северной части города, в 1,5 километрах к северу от поселка Коктал.

## Средневековье
Во времена Средневековья на месте Астаны находилось городище Бозок. В VIII-X веках Бозок был крепостью на Степном шелковом пути, далее стал резиденцией кипчакского правителя, был религиозно-культовым центром и географическим ориентиром в степи для путников и караванов.
В XIII-XVIII веках развалины города Бозок стали местом захоронения. В настоящее время территория является государственным музеем-заповедником.

## История Нового времени
В период Нового времени (XVI век — 1914 год XX века) территория Астаны относилась к Казахскому ханству и позже к Российской империи.

### Казахское ханство
Во времена Казахского ханства на возвышении Акмола был построен Белый мавзолей бия Нияза (Нияз Тілеуліұлы (1741 – 1790). В гербе Акмолинской области, созданной правительством Российской империи, на зеленом щите был изображен мавзолей Нияза бия.

### Российская империя
В 1822 году административная реформа в Российской империи («Устав о сибирских киргизах», принятый Александром I) включила территорию сегодняшней Астаны (Акмолинская область) в состав образованной Омской области. В 1829 году султан Губайдулла Валиев, возглавлявший Кокчетавский приказ, обратился в администрацию Западной Сибири с просьбой открыть в Карпыковской волости, управляемой султаном Конур-Кулжею Худаймендиным, округ при урочище Ак-Мола. По приказу генерал-губернатора Западной Сибири И. А. Вельяминова в 1830 году основан округ Акмолы на реке Ишим. Название, возможно, было дано в честь местной достопримечательности — Акмола буквально означает «белая могила» на казахском языке, хотя эта теория не является общепринятой. Строительные материалы для строительства крепости, казарм и домов привозили из Петропавловска и Омска.
В 1832 году поселение получило статус города и название Акмолинск. Старшим султаном был избран Конур-Кульджа Кудаймендин, правнук хана среднего жуза Самеке.
В 1838 году, в ходе национально-освободительного движения под предводительством хана Кенесары, Акмолинская крепость была сожжена. После подавления освободительного движения крепость была восстановлена.
16 июля 1863 года Акмолинск был официально объявлен уездным городом. В период бурного развития российского капиталистического рынка огромные площади Сарыарки активно осваивались Правительством Российской империи. Для разработки Казахской степи в 1865 году была образована Степная комиссия. В 1869 году Акмолинский внешний округ был упразднён, а Акмолинск стал центром вновь образованной Акмолинской области. В 1869 году в городе проживали 5172 человека.
В 1870 году в городе появилась городская дума, большинство членов которой были представителями купечества. К 1913 году в городе было 9 кирпичных заводов, 2 кожевенных, всего – 40 предприятий с общим числом рабочих – 208 человек. В городе насчитывалось более 100 ветряных мельниц.

## Новейшее время (XX-XXI век)
Новейшее время для Акмолинска началось с революции. 27 декабря 1917 (9 января 1918) в Акмолинске была установлена советская власть. 3 июня 1918 года Акмолинск перешёл в руки Временного Сибирского правительства. Советская власть была восстановлена 25 ноября 1919 года. В 1920-1921 году —уездный город Омской губернии.

### Советский Союз
С апреля 1921 года Акмолинск в составе Казахстана – Киргизской (с 1925 Казакской, с 1936 Казахской) АССР в составе РСФСР, Казахской ССР (1936–1991). Уездный город Акмолинской губернии (1921–1928). Окружной (1928–1930) и районный (1928–1932) центр; районный центр Карагандинской области (1932–1939).
В 1931 году в Акмолинске было образовано управление спецпереселенцев при ОГПУ, введена в строй железнодорожная линия Курорт Боровое – Караганда, прошедшая через Акмолинск. С 1938 года рядом с городом располагался Акмолинский лагерь жён изменников Родины (АЛЖИР).
По мере развития город Акмолинск становился административным центром (1939–1960) и районным центром (1939–1940; 1949–1960) Акмолинской области. Город областного значения (1939–1960, 1965–1997), республиканского значения (1960–1965).
В годы Великой Отечественной войны Акмолинск служил транспортным узлом Советского Союза для перевозки эвакуированных заводов Украинской ССР, БССР и РСФСР, перенаправляемых в области Казахской ССР. Так появились Акмолинский насосный завод и Казахсельмаш. К 1956 году в Акмолинске, кроме этих предприятий, работали завод железобетонных конструкций, паровозное и вагонное депо, маслозавод, хлебокомбинат и другие.
В послевоенные годы сюда было переселено много русских немцев после депортации под руководством Иосифа Сталина.
В 1950-х годах город был административным и культурным центром кампании по освоению целинных земель. В 1961 году город был переименован в Целиноград. Целиноград был Административным центром Целинного края (1960–1965) и Целиноградской (с 1992 Акмолинской) области (1961–1999), районный центр (1960–1998).
Высокая доля русских переселенцев в этом районе привела впоследствии к межнациональной напряженности.
В 1961 году Совет Министров СССР принял специальное постановление о коренном преобразовании Целинограда, было запланировано массовое крупнопанельное строительство, ленинградским проектным институтом «Горстройпроект» (архитектор Г.Я. Гладшейн) был разработан новый генеральный план Целинограда.

### Независимый Казахстан
После распада Советского Союза и последующего обретения Казахстаном независимости городу вернули название Акмола. Акмола стала столицей Казахстана 10 декабря 1997 года. Город был переименован в Астану, что в переводе с казахского означает «столица» в 1998 году.
Правительство Казахстана в 1998 году провело тендер на лучший архитектурный дизайн новой столицы. Первый приз был присужден проекту японского архитектора Кисё Курокава, который конкурировал с 40 проектами других всемирно известных архитекторов и градостроителей.
19 марта 2019 года Астана была переименована в Нур-Султан в честь Нурсултана Назарбаева, но в 2022 году город опять стал Астаной.
С 13 по 15 сентября 2022 года город принял апостольский визит папы римского Франциска в Казахстан. 13 сентября состоялась двусторонняя встреча президента страны Токаева и Франциска. 14 сентября Токаев, Франциск и другие религиозные лидеры приняли участие в VII съезде мировых и традиционных религий.
В 2023—2024 годах в Астане регистрировались рекордные загрязнения воздуха и окружающей среды в связи с отоплением домов частного сектора углем и отсталой инфраструктурой городских коммунальных сетей, связанных с тотальной коррупцией в среде казахских чиновников и общим падением технического уровня специалистов коммунальных служб после выхода Казахской ССР из Советского Союза.
По состоянию на февраль 2025 года, по поручению Токаева ведётся передислокация Архива президента Казахстана из Алма-Аты в столицу. Новое здание будет функционировать одновременно как хранилище, образовательный и научно-методический центр. Также на этот месяц в городе проводится реконструкцию Казахского национального университета искусств, благодаря которой — площадь учреждения увеличилась с 28 тыс. до 38 тыс. м2, открыты большой концертный (на 1 100 мест) и камерный залы, репетиционные студии, галереи.
14 марта президент Токаев поручил правительству приступить к строительству автодороги от Астаны к международному Транскаспийскому транспортному маршруту; и сообщил, что новая магистраль сократит путь между центральными и западными регионами страны на 560 км.
7 мая 2025 года, впервые с 2019 года, в Астане пройдёт военный парад, посвященный 80-летию Победы в Великой Отечественной войне и Дню защитника Отечества. 9 мая запланирована церемония возложения венков и цветов к монументам защитникам Отечества, праздничный салют и чествование ветеранов Великой Отечественной войны и тружеников тыла.